# Прекомерна тежина
Прекомерна тежина (енгл. overweight) је стање у коме тело садржи више телесне масноће него оптимално здраво тело. Прекомерна телесна тежина је посебно заступљена у регионима где су залихе хране изобилне и где су животни стилови седентарни.
Године 2003, прекомерна тежина је досегла епидемијске пропорције на глобалном нивоу, са више од једне милијарде људи који су било претешки или гојазни. Године 2013. број особа у овим категоријама је повећан до више од 2 милијарде. Повећања су забележена у свим старосним групама.
Здравом тијелу је неопходна минимална количина масти за правилно функционисање хормонског, репродуктивног, и имунског система, као и за термалну изолацију, апсорпцију шокова у сензитивним областима тела, и као енергија за будућу употребу. Међутим акумулација прекомерне количине ускладиштене масноће може да отежа кретање, флексибилност и да промени изглед тела.